# Comunità Exodus
Comunità Exodus è una rete di comunità terapeutiche fondate dal presbitero Antonio Mazzi all'inizio degli anni ottanta con lo scopo di svolgere attività di recupero per tossicodipendenti.
Con il tempo, al lavoro di recupero sono state affiancate attività di prevenzione, assistenza, cura, formazione professionale e di reinserimento socio-lavorativo.
Dal 1996 Exodus è giuridicamente riconosciuta come fondazione, con caratteristica di ONLUS.

## Storia
La Comunità Exodus nasce all'inizio degli anni ottanta da un'iniziativa di don Antonio Mazzi, con le prime comunità itineranti: le carovane. L'idea prese ispirazione da un'iniziativa americana con ragazzi provenienti dalle carceri minorili, che decisero di ricostruire l'avventura migratoria verso l'Ovest e, come “terapia”, ripercorrere con i carri il lungo viaggio, una volta percorso dai pionieri attraverso gli Stati Uniti.
Don Antonio Mazzi riprese il progetto e nel 1985 partì la prima carovana Exodus.
Nel 1986 vennero aperte le prime comunità stabili oltre alla sede di coordinamento di Milano: a Verona, Vicenza, Bormio e Iglesias.
Nel 1996 il Progetto Exodus si è trasformato in un ente autonomo che prende il nome di Fondazione Exodus. Dagli anni 2000, nuovi progetti sono stati sviluppati non solo in Italia ma anche all'estero, ad esempio in Madagascar, Patagonia, Bolivia e Honduras.
Al fine di perseguire i suoi scopi la Fondazione ha optato per i seguenti strumenti educativi: lavoro, sport, teatro, musica e volontariato.

## Sedi
La Fondazione Exodus, gestisce oggi direttamente 26 comunità e/o centri sul territorio nazionale. Oltre alle già citate strutture operanti all'estero, esistono legami stabili con altre realtà partner in Ucraina ed in Brasile.
Elenco delle comunità gestite direttamente da Exodus:
| Africo - Rc      | Accoglienza e assistenza famiglie    |
| Assisi - Pg      | Casa spiritualità                    |
| Bergamo – Bg     | Casa accoglienza consulenza famiglie |
| Bondeno - Fe     | Comunità mamma bambino               |
| Caccuri - Kr     | Comunità pedagogica                  |
| Caltanissetta    | Centro giovani                       |
| Capoliveri - Li  | Comunità pedagogica                  |
| Casalelitta - Va | Comunità pedagogica                  |
| Cassino - Fr     | Comunità pedagogica                  |
| Cassino - Fr     | Centro giovani argonauti             |
| Cavriana - Mn    | Comunità pedagogica                  |
| Gallarate - Va   | Centro ascolto                       |
| Garlasco - Pv    | Comunità pedagogica                  |
| Grezzana - Vr    | Università della famiglia - comunità |
| Jesi - An        | Comunità pedagogica                  |
| Lonato - Bs      | Comunità pedagogica                  |
| Milano           | Comunità terapeutica - coordinamento |
| Milano           | Centro ascolto                       |
| Milano           | Centro ascolto sos                   |
| Milano           | Piazza giovani                       |
| Monza - Mi       | Punto donna                          |
| R.Calabria - Rc  | Centro ascolto                       |
| S.Stefano - Rc   | Comunità terapeutica                 |
| Tursi - Mt       | Comunità pedagogica                  |
| Valdidentro - So | Comunità pedagogica                  |
| Verona - Vr      | Comunità diurna                      |

Pastena - Fr   || Comunità residenziale

## XXV anniversario
Il 17 maggio 2009 venne festeggiato, con un concerto di beneficenza, il 25º anniversario di Exodus insieme a vari personaggi dello spettacolo come Ivana Spagna, Noemi, Roby Facchinetti, Gatto Panceri, Matia Bazar, Nomadi, Franco Fasano ed altri. Il concerto ha visto come madrina Mara Venier; l'evento si è svolto all'interno del Parco Lambro, luogo-simbolo dove Don Antonio Mazzi negli anni '80 iniziò la lotta contro la droga.

## Il Capitolo
Il "Capitolo" è l'evento annuale che ogni anno si tiene dal 1 al 4 ottobre. In queste giornate si riuniscono tutti i dipendenti, i volontari, gli educatori e gli utenti di Exodus per lavorare e scoprire quali saranno i temi su cui lavorare nell'anno che seguirà (anche attraverso laboratori, spettacoli e rappresentazioni) e per fare il punto della situazione sui temi dell'anno che sta per terminare. Don Antonio Mazzi è particolarmente legato a questa iniziativa poiché gli permette di riunirsi almeno una volta all'anno con tutti i membri della sua "famiglia".